# Богомазов, Валентин Михайлович
Валенти́н Миха́йлович Богома́зов (30 сентября 1943, Куйбышев — 29 декабря 2019) — советский и российский дипломат. Чрезвычайный и полномочный посол (1999).

## Биография
C 1963 года начал работать в системе Министерства иностранных дел СССР, в 1966 году окончил МГИМО МИД СССР. Владел испанским, английским и итальянским языками.
- В 1966—1971 и 1974—1984 годах — сотрудник Посольства СССР в Италии.
- В 1984—1985 годах — заведующий сектором 1-го Европейского отдела МИД СССР.
- В 1985—1989 годах — советник-посланник Посольства СССР в Италии и Генеральный консул в Сан-Марино по совместительству.
- В 1989—1993 годах — заместитель Постоянного представителя СССР, Российской Федерации при Европейских Сообществах в Брюсселе.
- В 1993—1994 годах — заместитель начальника Управления Департамента Европы МИД России.
- В 1994—1997 годах — заместитель директора Департамента общеевропейского сотрудничества МИД России.
- С 3 февраля 1997 по 11 октября 2001 года — чрезвычайный и полномочный посол Российской Федерации в Перу[2][3].
- С сентября 2001 по июнь 2004 года — посол по особым поручениям МИД Российской Федерации, председатель Комиссии по делимитации границы с Латвией и Эстонией.
- С 24 июня 2004 по 21 октября 2008 года — чрезвычайный и полномочный посол Российской Федерации в Эквадоре[4][5].

С 2008 года — на пенсии.
Похоронен в Москве на Новодевичьем кладбище.

## Дипломатический ранг
- Чрезвычайный и полномочный посланник 1 класса (11 декабря 1996)[6]
- Чрезвычайный и полномочный посол (13 апреля 1999)[7].